# Rockford (Illinois)
Rockford je město v okresu Winnebago County ve státě Illinois ve Spojených státech amerických. Nachází se asi 25 km od hranice se státem Wisconsin. Jde o 5. největší město v Illinois po městech Chicago, Aurora, Joliet a Naperville. Rockford je zároveň nejlidnatějším městem v Illinois, které se nenachází Chicagské metropolitní oblasti. Je 185. největším městem ve Spojených státech. Leží na řece Rock, která později vtéká do řeky Mississippi.
K roku 2020 zde žilo 148 655 obyvatel. S celkovou rozlohou 171 km² byla hustota zalidnění 884 obyvatel na km².